# Belgisch-Franse grens

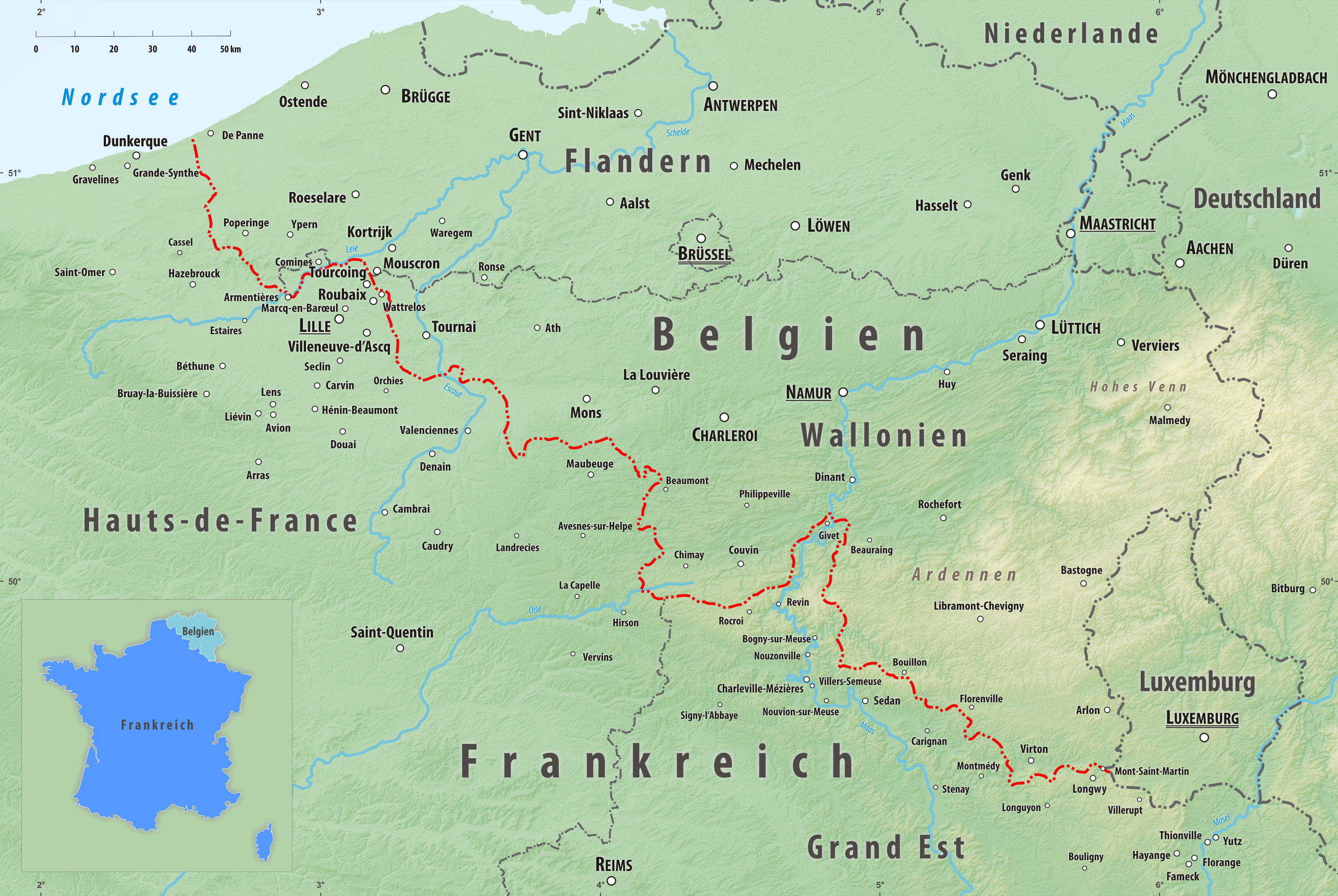
Grensverloop

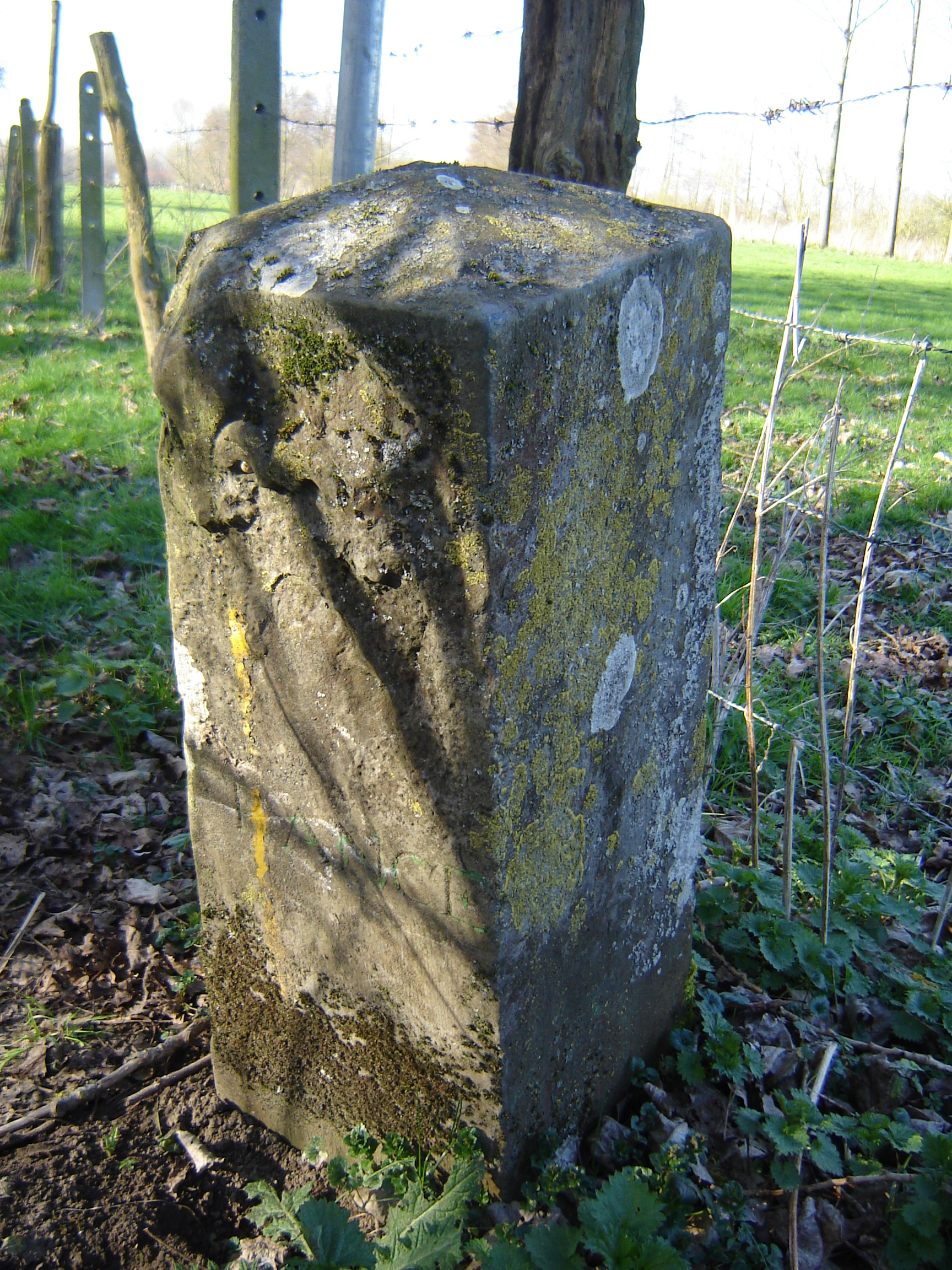
Grenspaal tussen Bléharies (België) en Maulde (Frankrijk).

De Belgisch-Franse grens is de 620 km lange grens tussen België en Frankrijk. Het is de langste landgrens van België en de op een na langste van het vasteland van Frankrijk. Een deel ervan wordt bepaald door de rivier Leie. De grens loopt van de Noordzee tussen De Panne en Bray-Dunes (51° 5′ NB, 2° 33′ OL) in zuidoostelijke richting naar het drielandenpunt België–Frankrijk–Luxemburg (49° 33′ NB, 5° 49′ OL). In vogelvlucht is de afstand tussen deze punten 289 km. Ter hoogte van de Maasvallei vormt de Botte de Givet een Frans uitsteeksel in België.

## Geschiedenis
Historisch is de grens tot stand gekomen als gevolg van de expansiepolitiek van koning Lodewijk XIV van Frankrijk. Zijn veroveringen in de Nederlanden, en de gedeeltelijke heroveringen nadien, werden erkend in opeenvolgende verdragen, waaronder de Vrede van de Pyreneeën (1659), het Verdrag van Aken (1668), de Vrede van Nijmegen (1678), de Vrede van Rijswijk (1697), de Vrede van Utrecht (1713) en het Barrièretraktaat (1715). De grens verdween tijdens de Franse aanhechting en werd weer gecreëerd door het Eerste Verdrag van Parijs (30 mei 1814). Na de Honderd Dagen kwam er een Tweede Verdrag van Parijs (20 november 1815), dat minder voordelig was voor Frankrijk. De verschillende sectoren zijn geconsolideerd in Kortrijk op 28 maart 1820 door het Traité de limites. De uitvoering werd vastgelegd in het Protocol van de grenzencommissie (Reims, 25 oktober 1825), plechtig bevestigd in de Verklaring van Parijs van 15 januari 1886. Daarna zijn nog verschillende kleine wijzigingen en grenscorrecties gebeurd:
- Proces-verbaal van 26 september 1844 (grens ter hoogte van Pussemange, Sugny en Donchery)
- Overeenkomst van 15 maart 1893 (grens tussen Roisin en Gussignies)
- Verklaring van 30 juni 1896 (Grand-Rieu en Cousol)
- Overeenkomst van 4 april 1900 (baan van Dottenijs naar Roubaix)
- Overeenkomst van 22 januari 1902 (Belgisch recht van doorgang op de weg van Bouillon naar Sugny)
- Overeenkomst van 12 april 1905 (rivier Ry)
- Overeenkomst van 8 november 1905 (L'Escaillère, Rièzes, Regniowez en La Neuville-aux-Tourneurs)
- Schikking van 15 mei 1906 (afbakening met het departement Meurthe et Moselle)
- Overeenkomst van 30 december 1908 (Westouter en Sint-Janskappel)
- Overeenkomst van 12 maart 1912 (Pussemange en Gespunsart)
- Grensregeling van 15 april 1931
- Akkoord tot aanvulling van het Grensverdrag van 26 januari 1940
- Avenant ondertekend op 14 januari 1974 bij het Grensverdrag.

De grenzen tussen de territoriale zeeën en het continentaal plat van beide landen werden afgebakend door de verdragen van Brussel van 8 oktober 1990.

## Huidige grens

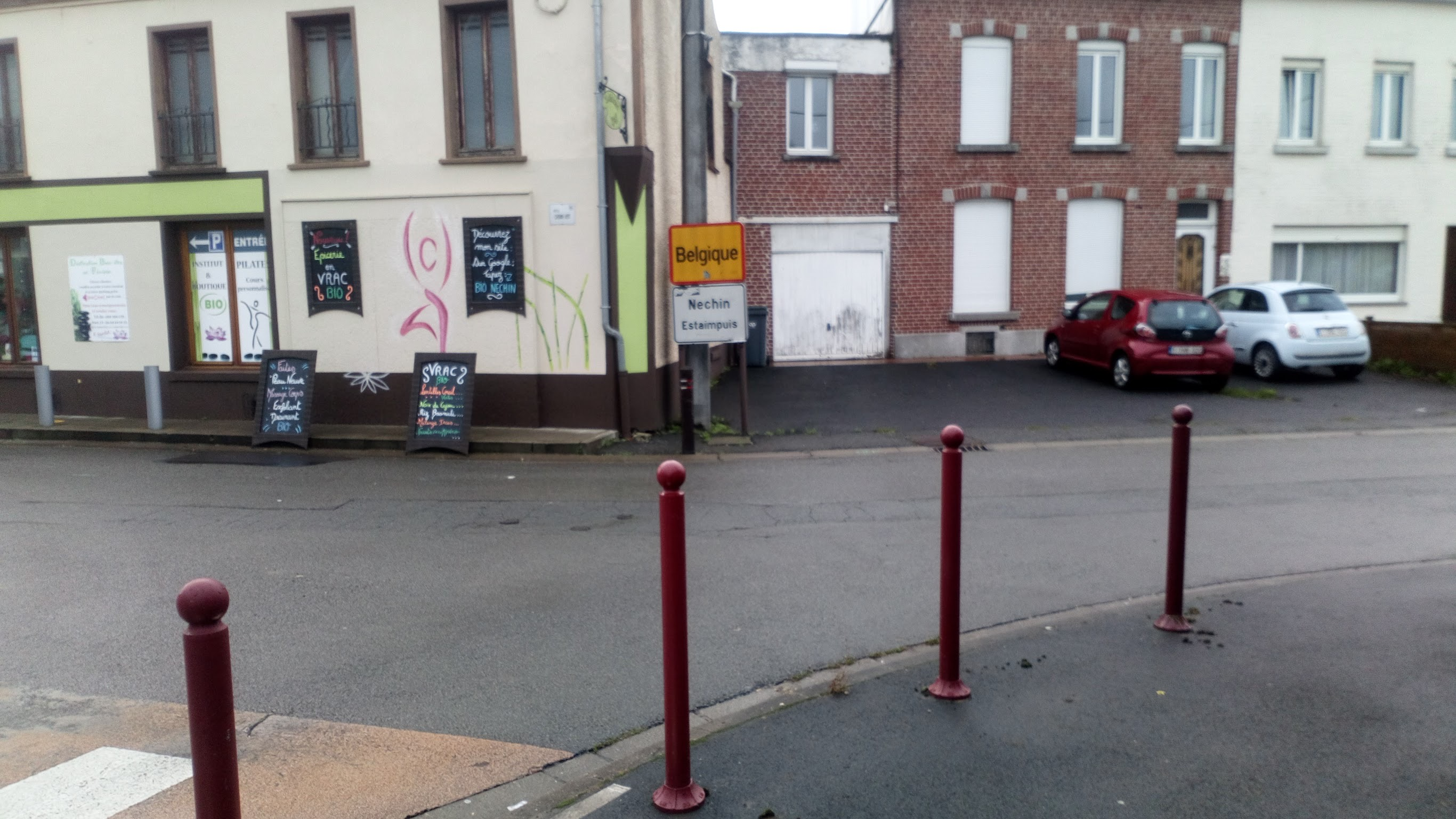
De stad Leers in Frankrijk (links) en een paar meter verder, de stad Néchin (rechts) in het Belgische grondgebied.

De landgrens tussen België en Frankrijk strekt zich uit over meer dan 620 km en kan in twee delen worden opgesplitst:
- de grens tussen het Vlaamse Gewest en Frankrijk, die in het Vlaams De Schreve wordt genoemd en grenst aan het Franse Noorderdepartement.
- de grens tussen het Waalse Gewest en Frankrijk die het grootste deel van de landgrens tussen de twee landen vormt.

Sinds de oprichting van de Schengenzone in 1995 zijn de grenscontroles verdwenen, behalve in uitzonderlijke omstandigheden. Van 23 februari tot 20 april 2016 voerde België weer permanente controles in vanwege de migratiecrisis in Europa en de ontruiming van het vluchtelingenkamp van Calais.
Op 4 mei 2021 werd ontdekt dat iemand de grenspaal 2,20 meter verder had verplaatst op Frans grondgebied. Aanvankelijk werd vermoed dat een Belgische boer de paal had verplaatst om zijn landbouwgrond te vergroten.